# Équipe d'Afrique du Sud de football à la Coupe d'Afrique des nations 2019
L’équipe d'Afrique du Sud de football participe à la coupe d'Afrique des nations 2019 organisée en Égypte du 21 juin au 19 juillet 2019. Après avoir éliminé le pays-hôte en huitième de finale (1-0), elle est éliminée en quart de finale par le Nigeria (1-2).

## Qualifications
L'Afrique du Sud est placée dans le groupe E des qualifications qui se déroulent du 9 juin 2017 au 24 mars 2019. Elle obtient sa qualification lors de la dernière journée.

### Résultats
| Rang | Équipe         | Pts | J | G | N | P | Bp | Bc | Diff |  | Résultats (▼ dom., ► ext.) |     |     |     |     |
| ---- | -------------- | --- | - | - | - | - | -- | -- | ---- |  | -------------------------- | --- | --- | --- | --- |
| 1    | Nigeria        | 13  | 6 | 4 | 1 | 1 | 14 | 6  | +8   |  | Nigeria                    |     | 0-2 | 4-0 | 3-1 |
| 2    | Afrique du Sud | 12  | 6 | 3 | 3 | 0 | 11 | 2  | +9   |  | Afrique du Sud             | 1-1 |     | 0-0 | 6-0 |
| 3    | Libye          | 7   | 6 | 2 | 1 | 3 | 16 | 11 | +5   |  | Libye                      | 2-3 | 1-2 |     | 5-1 |
| 4    | Seychelles     | 1   | 6 | 0 | 1 | 5 | 3  | 25 | -22  |  | Seychelles                 | 0-3 | 0-0 | 1-8 |     |

| 10 juin 2017 | Nigeria | 0 - 2 | Afrique du Sud       |                                                                          |                                                                          |
| 17h00 UTC+1  |         | (0-0) | 54e Rantie · 81e Tau | Godswill Akpabio International Stadium, Uyo Arbitrage : Youssef Essrayri | Godswill Akpabio International Stadium, Uyo Arbitrage : Youssef Essrayri |
| 17h00 UTC+1  | Rapport |       |                      | Godswill Akpabio International Stadium, Uyo Arbitrage : Youssef Essrayri | Godswill Akpabio International Stadium, Uyo Arbitrage : Youssef Essrayri |

| 8 septembre 2018 | Afrique du Sud | 0 - 0 | Libye |                                                     |                                                     |
| 15h00 (UTC+2)    |                | (0-0) |       | Stade Moses-Mabhida, Durban Arbitrage : Sidi Alioum | Stade Moses-Mabhida, Durban Arbitrage : Sidi Alioum |
| 15h00 (UTC+2)    | Rapport        |       |       | Stade Moses-Mabhida, Durban Arbitrage : Sidi Alioum | Stade Moses-Mabhida, Durban Arbitrage : Sidi Alioum |

| 13 octobre 2018 | Afrique du Sud                                                                          | 6 - 0 | Seychelles |                                                                |                                                                |
|                 | Hoareau 22e (csc) · Hlatshwayo 24e · Mothiba 26e · Tau 73e · Ndlovu 80e · Mokoena 90+2e | (3-0) |            | FNB Stadium, Johannesbourg Arbitrage : Ring Nyier Akech Malong | FNB Stadium, Johannesbourg Arbitrage : Ring Nyier Akech Malong |
|                 | Rapport                                                                                 |       |            | FNB Stadium, Johannesbourg Arbitrage : Ring Nyier Akech Malong | FNB Stadium, Johannesbourg Arbitrage : Ring Nyier Akech Malong |

| 16 octobre 2018 | Seychelles | 0 - 0 | Afrique du Sud |                                                       |                                                       |
|                 |            | (0-0) |                | Stade Linité, Victoria Arbitrage : Mfaume Ali Nassoro | Stade Linité, Victoria Arbitrage : Mfaume Ali Nassoro |
|                 | Rapport    |       |                | Stade Linité, Victoria Arbitrage : Mfaume Ali Nassoro | Stade Linité, Victoria Arbitrage : Mfaume Ali Nassoro |

| 17 novembre 2018 | Afrique du Sud | 1 - 1   | Nigeria            |                                                       |                                                       |
|                  | Mothiba 25e    | (1 - 1) | 9e (csc) Mkhwanazi | FNB Stadium, Johannesbourg Arbitrage : Bakary Gassama | FNB Stadium, Johannesbourg Arbitrage : Bakary Gassama |
|                  | Rapport        |         |                    | FNB Stadium, Johannesbourg Arbitrage : Bakary Gassama | FNB Stadium, Johannesbourg Arbitrage : Bakary Gassama |

| 24 mars 2019 | Libye             | 1 - 2 | Afrique du Sud |                                                                      |                                                                      |
|              | Benali 66e (pen.) | (0-0) | 50e 69e Tau    | Stade Taïeb-Mehiri, Sfax (Tunisie) Arbitrage : Noureddine El Jaafari | Stade Taïeb-Mehiri, Sfax (Tunisie) Arbitrage : Noureddine El Jaafari |
|              | Rapport           |       |                | Stade Taïeb-Mehiri, Sfax (Tunisie) Arbitrage : Noureddine El Jaafari | Stade Taïeb-Mehiri, Sfax (Tunisie) Arbitrage : Noureddine El Jaafari |

### Statistiques

#### Buteurs
| Buts | Joueurs                                                        |
| ---- | -------------------------------------------------------------- |
| 4    | Percy Tau                                                      |
| 2    | Lebo Mothiba                                                   |
| 1    | Thulani Hlatshwayo, Teboho Mokoena, Dino Ndlovu, Tokelo Rantie |
| csc  | Ronny Hoareau                                                  |

## Préparation
Les Bafana commencent leur stage de préparation le 11 juin. Ils concèdent le nul face au Ghana le 15 juin (0-0). Leur dernier match de préparation, prévu le 19 juin face à l'Angola, est annulé, les angolais n'ayant pas pu s'entraîner depuis leur arrivée en Égypte deux jours plus tôt.
| 15 juin 2019 | Ghana | 0 - 0 | Afrique du Sud |                                      |                                      |
| 17h30        |       | (0-0) |                | Police Officers' Club Stadium, Dubaï | Police Officers' Club Stadium, Dubaï |

## Compétition

### Tirage au sort
Le tirage au sort de la CAN se déroule le 12 avril 2019 au Caire, face au Sphinx et aux Pyramides. L'Afrique du Sud est placée dans le chapeau 3 en raison de son classement FIFA.
Le tirage au sort donne alors comme adversaires des Bafanas Bafanas, le Maroc (chapeau 1, 45e au classement FIFA), la Côte d'Ivoire (chapeau 2, 65e) et la Namibie (chapeau 4, 113e) dans le groupe D.

### Effectif
Le sélectionneur Stuart Baxter annonce une pré-liste de 30 joueurs le 21 mai. La sélection définitive est dévoilée le 10 juin. Les sept joueurs non-retenus sont Keagan Dolly, Rivaldo Coetzee, Fortune Makaringe, Ben Motshwari, Kermit Erasmus, Nikola Tavares et Joel Untersee.

### Premier tour
| Rang | Équipe         | Pts | J | G | N | P | Bp | Bc | Diff |  | Résultats (▼ dom., ► ext.) |     |     |     |     |
| ---- | -------------- | --- | - | - | - | - | -- | -- | ---- |  | -------------------------- | --- | --- | --- | --- |
| 1    | Maroc          | 9   | 3 | 3 | 0 | 0 | 3  | 0  | +3   |  | Maroc                      |     | 1-0 | 1-0 | 1-0 |
| 2    | Côte d'Ivoire  | 6   | 3 | 2 | 0 | 1 | 5  | 2  | +3   |  | Côte d'Ivoire              | 0-1 |     | 1-0 | 4-1 |
| 3    | Afrique du Sud | 3   | 3 | 1 | 0 | 2 | 1  | 2  | -1   |  | Afrique du Sud             | 0-1 | 0-1 |     | 1-0 |
| 4    | Namibie        | 0   | 3 | 0 | 0 | 3 | 1  | 6  | -5   |  | Namibie                    | 0-1 | 1-4 | 0-1 |     |

     Équipe qualifiée ou victorieuse; Pts = points; J = joués; G = gagnés; N = nuls; P = perdus;
Bp = buts pour; Bc = buts contre; Diff = différence de buts
| 24 juin 2019 | Côte d'Ivoire                     | 1 - 0   | Afrique du Sud | Stade Al Salam, Le Caire                         |                                                  |
| 16h30 CAT    | Kodjia 64e                        | (0 - 0) |                | Spectateurs : 4 961 Arbitrage : Mustapha Ghorbal | Spectateurs : 4 961 Arbitrage : Mustapha Ghorbal |
| 16h30 CAT    | Seri 40e · Gradel 57e · Kanon 61e | Rapport | 23e Mothiba    | Spectateurs : 4 961 Arbitrage : Mustapha Ghorbal | Spectateurs : 4 961 Arbitrage : Mustapha Ghorbal |

| 28 juin 2019 | Afrique du Sud | 1 - 0   | Namibie                             | Stade Al Salam, Le Caire |                     |
| 22h00 CAT    | Zungu 68e      | (0 - 0) |                                     | Arbitrage : Issa Sy      | Arbitrage : Issa Sy |
| 22h00 CAT    | Zwane 79e      | Rapport | 46e Starke · 71e Horaeb · 87e Hotto | Arbitrage : Issa Sy      | Arbitrage : Issa Sy |

| 1er juillet 2019 | Afrique du Sud        | 0 - 1   | Maroc         | Stade Al Salam, Le Caire              |                                       |
| 18h00 CAT        |                       | (0 - 0) | 90e Boussoufa | Arbitrage : Jean-Jacques Ndala Ngambo | Arbitrage : Jean-Jacques Ndala Ngambo |
| 18h00 CAT        | Zwane 18e · Zungu 31e | Rapport |               | Arbitrage : Jean-Jacques Ndala Ngambo | Arbitrage : Jean-Jacques Ndala Ngambo |

### Phase à élimination directe
| Huitième de finale       | Égypte     | 0 - 1   | Afrique du Sud                          | Stade international, Le Caire  |                                |
| 6 juillet 2019 21h00 CAT |            | (0-0)   | 85e Lorch                               | Arbitrage : Eric Otogo-Castane | Arbitrage : Eric Otogo-Castane |
| 6 juillet 2019 21h00 CAT | Ashraf 68e | Rapport | 44e Hlanti · 79e Zungu · 90e Hlatshwayo | Arbitrage : Eric Otogo-Castane | Arbitrage : Eric Otogo-Castane |

| Quart de finale           | Nigeria                          | 2 - 1   | Afrique du Sud                                      | Stade International, Le Caire |                            |
| 10 juillet 2019 21h00 CAT | Chukwueze 27e · Troost-Ekong 89e | (1 - 0) | 71e Zungu                                           | Arbitrage : Redouane Jiyed    | Arbitrage : Redouane Jiyed |
| 10 juillet 2019 21h00 CAT | Musa 35e                         | Rapport | 14e Mothiba · 49e Hlatshwayo · 62e Tau · 75e Mkhize | Arbitrage : Redouane Jiyed    | Arbitrage : Redouane Jiyed |

### Statistiques

#### Temps de jeu
| Joueur             |          |          |          |          |          | TT       | But inscrit | MJ       | MT       | Légende |
| ------------------ | -------- | -------- | -------- | -------- | -------- | -------- | ----------- | -------- | -------- | --- |
| Gardiens           | Gardiens | Gardiens | Gardiens | Gardiens | Gardiens | Gardiens | Gardiens    | Gardiens | Gardiens | Abréviations et symboles : TT : Total de minutes jouées MJ : Nombre de matchs joués MT : Matchs joués en tant que titulaire : but : joueur entré : joueur remplacé : capitaine : carton jaune : carton rouge |
| Darren Keet        | -        | 90       | -        | -        | -        | 90       | -           | 1        | 1        | Abréviations et symboles : TT : Total de minutes jouées MJ : Nombre de matchs joués MT : Matchs joués en tant que titulaire : but : joueur entré : joueur remplacé : capitaine : carton jaune : carton rouge |
| Ronwen Williams    | 90       | -        | 90       | 90       | 90       | 360      | -           | 4        | 4        | Abréviations et symboles : TT : Total de minutes jouées MJ : Nombre de matchs joués MT : Matchs joués en tant que titulaire : but : joueur entré : joueur remplacé : capitaine : carton jaune : carton rouge |
| Bruce Bvuma        | -        | -        | -        | -        | -        | -        | -           | -        | -        | Abréviations et symboles : TT : Total de minutes jouées MJ : Nombre de matchs joués MT : Matchs joués en tant que titulaire : but : joueur entré : joueur remplacé : capitaine : carton jaune : carton rouge |
| Défenseurs         |          |          |          |          |          |          |             |          |          | Abréviations et symboles : TT : Total de minutes jouées MJ : Nombre de matchs joués MT : Matchs joués en tant que titulaire : but : joueur entré : joueur remplacé : capitaine : carton jaune : carton rouge |
| Thulani Hlatshwayo | 90       | 90       | 90       | 90       | 90       | 450      | -           | 5        | 5        | Abréviations et symboles : TT : Total de minutes jouées MJ : Nombre de matchs joués MT : Matchs joués en tant que titulaire : but : joueur entré : joueur remplacé : capitaine : carton jaune : carton rouge |
| Buhle Mkhwanazi    | 90       | 90       | 90       | 90       | 90       | 450      | -           | 5        | 5        | Abréviations et symboles : TT : Total de minutes jouées MJ : Nombre de matchs joués MT : Matchs joués en tant que titulaire : but : joueur entré : joueur remplacé : capitaine : carton jaune : carton rouge |
| Ramahlwe Mphahlele | -        | 34       | -        | -        | -        | 34       | -           | 1        | -        | Abréviations et symboles : TT : Total de minutes jouées MJ : Nombre de matchs joués MT : Matchs joués en tant que titulaire : but : joueur entré : joueur remplacé : capitaine : carton jaune : carton rouge |
| Sifiso Hlanti      | 90       | 90       | 90       | 90       | 90       | 450      | -           | 5        | 5        | Abréviations et symboles : TT : Total de minutes jouées MJ : Nombre de matchs joués MT : Matchs joués en tant que titulaire : but : joueur entré : joueur remplacé : capitaine : carton jaune : carton rouge |
| Thamsanqa Mkhize   | 90       | 66       | 90       | 90       | 90       | 416      | -           | 5        | 5        | Abréviations et symboles : TT : Total de minutes jouées MJ : Nombre de matchs joués MT : Matchs joués en tant que titulaire : but : joueur entré : joueur remplacé : capitaine : carton jaune : carton rouge |
| Innocent Maela     | -        | -        | -        | -        | -        | -        | -           | -        | -        | Abréviations et symboles : TT : Total de minutes jouées MJ : Nombre de matchs joués MT : Matchs joués en tant que titulaire : but : joueur entré : joueur remplacé : capitaine : carton jaune : carton rouge |
| Daniel Cardoso     | -        | -        | -        | -        | -        | -        | -           | -        | -        | Abréviations et symboles : TT : Total de minutes jouées MJ : Nombre de matchs joués MT : Matchs joués en tant que titulaire : but : joueur entré : joueur remplacé : capitaine : carton jaune : carton rouge |
| Milieux            |          |          |          |          |          |          |             |          |          | Abréviations et symboles : TT : Total de minutes jouées MJ : Nombre de matchs joués MT : Matchs joués en tant que titulaire : but : joueur entré : joueur remplacé : capitaine : carton jaune : carton rouge |
| Dean Furman        | 90       | -        | -        | 90       | 90       | 270      | -           | 3        | 3        | Abréviations et symboles : TT : Total de minutes jouées MJ : Nombre de matchs joués MT : Matchs joués en tant que titulaire : but : joueur entré : joueur remplacé : capitaine : carton jaune : carton rouge |
| Thulani Serero     | -        | -        | 90       | -        | -        | 90       | -           | 1        | 1        | Abréviations et symboles : TT : Total de minutes jouées MJ : Nombre de matchs joués MT : Matchs joués en tant que titulaire : but : joueur entré : joueur remplacé : capitaine : carton jaune : carton rouge |
| Sibusiso Vilakazi  | 15       | 85       | 15       | -        | -        | 115      | -           | 3        | 1        | Abréviations et symboles : TT : Total de minutes jouées MJ : Nombre de matchs joués MT : Matchs joués en tant que titulaire : but : joueur entré : joueur remplacé : capitaine : carton jaune : carton rouge |
| Hlompho Kekana     | -        | 90       | 9        | 0        | -        | 99       | -           | 3        | 1        | Abréviations et symboles : TT : Total de minutes jouées MJ : Nombre de matchs joués MT : Matchs joués en tant que titulaire : but : joueur entré : joueur remplacé : capitaine : carton jaune : carton rouge |
| Bongani Zungu      | -        | 84       | 81       | 90       | 90       | 345      | 2           | 4        | 4        | Abréviations et symboles : TT : Total de minutes jouées MJ : Nombre de matchs joués MT : Matchs joués en tant que titulaire : but : joueur entré : joueur remplacé : capitaine : carton jaune : carton rouge |
| Themba Zwane       | 90       | 90       | 75       | -        | 32       | 287      | -           | 4        | 3        | Abréviations et symboles : TT : Total de minutes jouées MJ : Nombre de matchs joués MT : Matchs joués en tant que titulaire : but : joueur entré : joueur remplacé : capitaine : carton jaune : carton rouge |
| Kamohelo Mokotjo   | 90       | 6        | 90       | 90       | 90       | 366      | -           | 5        | 4        | Abréviations et symboles : TT : Total de minutes jouées MJ : Nombre de matchs joués MT : Matchs joués en tant que titulaire : but : joueur entré : joueur remplacé : capitaine : carton jaune : carton rouge |
| Samuel Mabunda     | -        | -        | -        | -        | -        | -        | -           | -        | -        | Abréviations et symboles : TT : Total de minutes jouées MJ : Nombre de matchs joués MT : Matchs joués en tant que titulaire : but : joueur entré : joueur remplacé : capitaine : carton jaune : carton rouge |
| Attaquants         |          |          |          |          |          |          |             |          |          | Abréviations et symboles : TT : Total de minutes jouées MJ : Nombre de matchs joués MT : Matchs joués en tant que titulaire : but : joueur entré : joueur remplacé : capitaine : carton jaune : carton rouge |
| Percy Tau          | 90       | 90       | 90       | 90       | 90       | 450      | -           | 5        | 5        | Abréviations et symboles : TT : Total de minutes jouées MJ : Nombre de matchs joués MT : Matchs joués en tant que titulaire : but : joueur entré : joueur remplacé : capitaine : carton jaune : carton rouge |
| Lebohang Maboe     | 75       | -        | -        | -        | -        | 75       | -           | 1        | 1        | Abréviations et symboles : TT : Total de minutes jouées MJ : Nombre de matchs joués MT : Matchs joués en tant que titulaire : but : joueur entré : joueur remplacé : capitaine : carton jaune : carton rouge |
| Lebo Mothiba       | 82       | 90       | 73       | 90       | 86       | 421      | -           | 5        | 5        | Abréviations et symboles : TT : Total de minutes jouées MJ : Nombre de matchs joués MT : Matchs joués en tant que titulaire : but : joueur entré : joueur remplacé : capitaine : carton jaune : carton rouge |
| Thembinkosi Lorch  | -        | -        | -        | 90       | 58       | 148      | 1           | 2        | 2        | Abréviations et symboles : TT : Total de minutes jouées MJ : Nombre de matchs joués MT : Matchs joués en tant que titulaire : but : joueur entré : joueur remplacé : capitaine : carton jaune : carton rouge |
| Lars Veldwijk      | 8        | 5        | 17       | 0        | 4        | 34       | -           | 5        | -        | Abréviations et symboles : TT : Total de minutes jouées MJ : Nombre de matchs joués MT : Matchs joués en tant que titulaire : but : joueur entré : joueur remplacé : capitaine : carton jaune : carton rouge |

#### Buteurs
| Buts | Joueurs           | Adversaires     |
| ---- | ----------------- | --------------- |
| 2    | Bongani Zungu     | Namibie Nigeria |
| 1    | Thembinkosi Lorch | Égypte          |